# Dyreværnsrådet
Dyreværnsrådet, et organ der rådgiver jævnfør dyreværnsloven ministeren i forbindelse med fastsættelse af regler efter dyreværnsloven. Desuden kan Dyreværnsrådet af egen drift afgive udtalelser om spørgsmål vedrørende dyreværn.
Dyreværnsrådet har eksempelvis deltaget i Justitsministeriets udvalgsarbejde vedrørende forbuddet af farlige hunderacer i Danmark.
Rådet blev nedlagt den 1. januar 2016